# Seidl (Industriellenfamilie)
Die Familie Seidl ist eine österreichische Industriellenfamilie, deren Textilunternehmen Ignaz Seidl AG in Mähren Ende des 19. Jahrhunderts zu den größeren in Österreich-Ungarn gehörte, zum Zweiten Weltkrieg durch die Verstaatlichung der Betriebe nicht mehr in Erscheinung trat. Ebenso traten sie in der Zuckerindustrie in Erscheinung. Doch bis in die heutige Zeit waren Mitglieder wenn auch in anderen Funktionen in hohen Positionen tätig.
Der Familienname war ursprünglich Seidel (teilweise auch Seydel), wurde aber 1904 offiziell zu Seidl geändert. Die Erstgeborenen der Familie trugen durch Generationen den Vornamen Ignaz.

## 1. Generation
- Ignaz Seidl (I.) (* 8. Oktober 1788 in Mährisch Rothwasser, 16. November 1863 in  Mährisch Schönberg)

Er gilt als Stammvater der Familie. Der in Mährisch Rothwasser geborene Seidl kam nach Mährisch Schönberg, wo er als Garnhändler ein Geschäft eröffnete. Im Jahr 1833 wurde er als Erster unter den fünf reichsten Garnhändlern Nordmährens genannt.

## 2. Generation
- Ignaz Seidl (II.) (* 8. April 1824 in Mährisch Rothwasser; † 14. Dezember 1898 in Mährisch Schönberg)

Im Jahr 1840 trat er als Gesellschafter bei seinem Vater ein. Gemeinsam mit anderen nordmährischen Textilunternehmern begann er sich ab 1850 an Neugründungen von Unternehmen generell zu beteiligen. Dazu zählten die Gesellschaft zur Errichtung der mechanischen Flachsspinnerei in Wiesenberg im Jahr 1851, Zuckerfabriken in Bedihoscht, Barzdorf, Groß Pawlowitz und Keltschan in den Jahren von 1852 bis 1862. 1863 war er auch Mitbegründer der Gasgesellschaft Mährisch Schönberg. In Zautke kaufte er 1863 und 1864 eine Mühle sowie einen Teich und baute eine Flachsspinnerei.
Im Jahr 1867 gründete er die OHG Mechanische Flachsspinnerei I. Seidl und Comp. in Zautke. Eine Baumwollspinnerei baute er ab 1882 auf und konnte sie bereits im Folgejahr in Betrieb nehmen. Die produzierte Baumwolle wurde nur für den Inlandsmarkt produziert, während der Flachs auch für den Export wie nach Deutschland oder England hergestellt wurde.
Auch im Gemeindeleben setzte sich Seidl in Schönberg ein, was ihm zahlreiche lokale Auszeichnungen einbrachte.

## 3. Generation
- Ignaz Seidl (III.) (* 25. September 1851 in Mährisch Schönberg; † 4. Mai 1929 ebenda)

Die Schule besuchte Seidl in Olmütz und in Wien. Seine Praxisjahre verbrachte er in verschiedenen Spinnereien vor allem in Deutschland und Irland. In den 1870er Jahren trat er in den väterlichen Betrieb als Gesellschafter ein und wurde Leiter der Spinnereien in Zautke. Die Baumwollspinnerei, die er mit seinem Vater 1882 aufbaute, zählte bereits im Jahr 1884 16.000 Spindeln. Zum Zeitpunkt seines Todes im Jahr 1929 beschäftigte das Unternehmen etwa 1.000 Mitarbeiter.
Neben seiner Funktion im Unternehmen war er Mitglied der Permanenzkommission, in der Ringziegelofen AG war er Obmann und in der Zuckerfabrik Keltschan war er Direktionsmitglied und Verwaltungsrat, ebenso in den Flachsspinnereien Wiesenberg und in Friedland an der Mohra. Präsident der Zuckerfabrik in Ottmachau und in der Zuckerraffinerie Lundenburg war er auch.
In Mährisch Schönberg war er aber auch in der Kommunalpolitik tätig, sodass er zwischen 1897 und 1906 im Gemeinderat saß. Mitbegründer der Freiwilligen Feuerwehr Schönberg war er ebenso, wie im Vorstand des bürgerlichen Schützenverbandes.
- Carl Seidl (* 13. März 1858 in Mährisch Schönberg; † 10. Juni 1936 in Wien)

Carl Seidl trug vermutlich von 1896 bis 1904 den Zusatz Dubina zum Familienname. In manchen Quellen wird der Vorname auch mit Karl angegeben.
Carl Seidl war nicht wie seine Brüder Ignaz und Max in einem der väterlichen Betriebe tätig, sondern begann nach der Schulausbildung in Wien und Olmütz ein Architekturstudium am Polytechnikum Zürich und anschließend eine Ausbildung an der Akademie der bildenden Künste Wien bei Theophil von Hansen. Zwischendurch war er auch ao. Hörer an der TU Wien. Er wurde zwar für zahlreiche Bauten der öffentlichen Hand in der Monarchie herangezogen, ebenso für Sakralbauten. Sein Schwerpunkt lag aber im privaten Bau. So baute er zahlreiche Villen in Abbazia.
Werke sind auszugsweise:
- Palais Eisenstein in Šumperk
- Villa Emmy in Sodkov,
- Villa Rupprecht in Liebau
- Villa Ritter von Scharmitzer („Villa Santa Maria“) und Villa Baron Cherpon in Lovran
- Villa Friedmann und Villa Rasonnet in Opatija

Ab 1883 war auch Mitglied in der Genossenschaft der bildenden Künstler Wiens.
- Max Seidl (* 28. Juni 1862 in Mährisch Schönberg; † 20. Jänner 1918 ebenda)

Max Seidl studierte nach dem Schulbesuch in Olmütz in Wien an der Technischen Hochschule Chemie und später nach einer Praxiszeit an der Universität Heidelberg. Als Dr. phil trat er 1888 in das väterliche Unternehmen ein. Ab dem Jahr 1911 war er auch Gesellschafter im Unternehmen. Durch seine Kenntnisse in der Flachs- und Baumwollspinnerei gehört er zu den Spitzen der Monarchie. Neben diesen Tätigkeiten war er aber auch in Verwaltungsräten ebenfalls in der Textil-, aber auch in der Zuckerindustrie. Außerdem war er Delegierter in den Berufsvertretungen.
- Eduard Seidl von Hohenfeldern (* 3. März 1854 in Mährisch Schönberg; † 7. August 1934 in Schloss Steinitz)

Wie sein Bruder Max studierte Eduard an der TU Wien und an der Universität Heidelberg Chemie. Danach war er in der Zuckerfabrik Ed. Seidl und Co. in Steinitz als Verwalter und als Miteigentümer ab 1889 tätig. Auch 2.000 ha Landwirtschaft gehörten zu der Zuckerfabrik. Als Landwirtschaftsfachmann war er international anerkannt. Auch Preise erhielt er in diesem Sachgebiet bei verschiedenen Messen und Ausstellungen. Auf Grund dieser Leistungen wurde er 1906 nobilitiert und erhielt den Titel Seidl von Hohenfeldern.
Zusätzlich bekleidete er zahlreiche öffentliche Funktionen in der Land- und Forstwirtschaft, im Beirat für die Zuckerbesteuerung aber auch im Staatseisenbahnrates. Während des Ersten Weltkrieges war er im Ernährungsamt an führender Stelle.
Im Jahr 1924 wurde er Dr. h. c. der Universität für Bodenkultur Wien.

## 4. Generation
- Ignaz Seidl (IV.) (* 1883; † 24. Februar 1922 Prag)

Ignaz Seidl (IV.), der Sohn von  Ignaz Seidl (III.) wurde nach einigen Jahren Auslandsaufenthalt Teilhaber in den beiden Familienunternehmen Ignaz Seidl & Co und in der Zuckerfabrik Ed. Seidl & Co. Er gehörte ebenso wie sein Vater mehreren Verwaltungsräten an. Kurze Zeit war auch im Gemeinderat von Mährisch Schönberg aktiv. Bis zu seinem Tod wirkte Seidl zudem in verschiedenen deutschen Vereinen.

## 5. Generation
- Ignaz Seidl-Hohenveldern (* 15. Juni 1918 in Mährisch Schönberg; † 25. Juli 2001 in Wien)

Er war der Sohn von Ignaz Seidl (IV.). war ein international anerkannter Völkerrechtler und Lehrer an der Universität Wien. Seit 1987 war er Mitglied der Österreichischen Akademie der Wissenschaften.
Werke:
- Lexikon des Rechts, Völkerrecht
- Das Recht der Internationalen Organisationen einschließlich der Supranationalen Gemeinschaften (mit Gerhard Loibl)